# David Gieselmann
David Gieselmann, född 1972 i Köln, Västtyskland, är en tysk dramatiker och bloggare.

## Biografi
1994-1998 studerade David Gieselmann dramatik vid Hochschule der Künste i Berlin. Han debuterade 1998 med Die Globen som han själv regisserade på en alternativteater. Han fick sitt genombrott, även internationellt, år 2000 med Herr Kolpert som gjorde succé på Royal Court Theatre i London i regi av Richard Wilson. På Schabühne i Berlin regisserades pjäsen av Marius von Mayenburg. Därefter har Gieselmanns pjäser spelats på många teatrar i Tyskland, liksom i Skandinavien, Italien, Grekland, Frankrike, Polen, Australien och USA. Både år 2000 och 2013 var in inbjuden till Stückemarkt-sektionen på Berliner Theatertreffen. David Gieselmann har även skrivit ett operalibretto.
Hans genre är komedin. Med stor språklig kreativitet utforskar han komedins gränser och blottlägger dess konventioner och potential.

## Uppsättningar i Sverige
- 2010 Duvorna (Die Tauben), Teaterhögskolan i Luleå, översättning Christine Bredenkamp, regi Sara Giese
- 2011 Duvorna, Helsingborgs stadsteater, översättning Christine Bredenkamp, regi Alexander Öberg, med bl.a. Peter Wahlbeck, Michalis Koutsogiannakis & Maria Kulle